# Transport actif primaire

Exemple d'un transport actif primaire

Le transport actif primaire, aussi appelé transport actif direct, utilise de l'énergie fournie directement pour transporter des molécules à travers la membrane. 
La plupart des enzymes qui réalisent ce genre de transport sont des ATPase transmembranaires. La pompe sodium-potassium est une ATPase nécessaire à la vie des cellules. L'énergie nécessaire à ces complexes protéiques de transport peut aussi provenir d'une oxydoréduction ou d'un photon. 
La chaine mitochondriale de transport d'électrons, utilise l'énergie de réduction du NADH pour faire traverser des protons à travers la membrane interne des mitochondries contre leur gradient de concentration. Lors de la photosynthèse, l'énergie des photons est utilisée pour créer un gradient de proton à travers la membrane des thylakoïdes, mais aussi pour créer un pouvoir réducteur en formant du NADPH.